# 820
Cette page concerne l'année 820  du calendrier julien. Pour l'année 820 av. J.-C., voir 820 av. J.-C. Pour le nombre 820, voir 820 (nombre).
L'année 820 est une année bissextile qui commence un dimanche.

## Événements
- Janvier : le comte de Barcelone Berà I est destitué à l'assemblée générale d'Aix-la-Chapelle pour infidélité, à l'issue d'un duel judiciaire. Bernard de Septimanie, comte de Toulouse, commande la marche d’Espagne. Rampon devient comte de Barcelone[1].
- 25 décembre : l'empereur byzantin Léon V l'Arménien est assassiné dans l'église de la Vierge du Phare à Constantinople. Michel II le Bègue, condamné à mort par Léon, est tiré de prison et est couronné chargé de fer (fin de règne en 829)[2]. Il fonde la dynastie d’Amorion. Sur la question des images, Michel rappelle les exilés et inaugure une politique de tolérance[3].

- Une flotte de treize bateaux Viking parait sur les côtes de Flandre, puis pointent à l'embouchure de la Seine, mais ils sont repoussés. Ils vont sur les côtes d'Aquitaine où il brûlent une bourgade[4].

## Naissances en 820
- Al Buhturi, poète arabe.
- Al-Mahani, mathématicien et astronome musulman.

## Décès en 820
- 25 décembre : Léon V l'Arménien, empereur byzantin, assassiné par son successeur.

- Al-Châfi'î, juriste musulman, fondateur du chaféisme.